# Broszniów
Broszniów (ukr. Брошнів) – wieś na Ukrainie, do lipca 2020 r. w rejonie rożniatowskim, obecnie w rejonie kałuskim obwodu iwanofrankiwskiego. 

## Historia
Wieś została założona w 1615.
W II Rzeczypospolitej miejscowość była siedzibą gminy wiejskiej Broszniów w powiecie dolińskim województwa stanisławowskiego i miał tu siedzibę klub piłkarski Strzelec Broszniów. Wieś liczy 1100 mieszkańców.
W grudniu 1937 poświęcono kościół rzymskokatolicki w Broszniowie